# ژاکوس هودک
ژاکوس هودک (به انگلیسی: Jacques Houdek) (زاده ۱۴ آوریل ۱۹۸۱) خواننده کروات است.
او در مسابقه آواز یوروویژن ۲۰۱۷ نماینده کرواسی بود .